# Горецька Олександра Сергіївна
Олекса́ндра Сергі́ївна Горе́цька (* 2008) — українська плавчиня-синхроністка. Чемпіонка світу.

## З життєпису
Народилась 2008 року в місті Одеса. Здобула срібну медаль на Чемпіонаті світу з плавання-2024 Доха (Катар) в акробатичних вправах — вона та Марина Алексіїва,  Владислава Алексіїва, Марта Фєдіна, Вероніка Гришко, Дарія Мошинська, Анастасія Шмоніна, Валерія Тищенко.
2024-го здобула золоту нагороду в групових вправах на етапі Кубка світу у канадському Мархамі — вона та Іванна Бурба, Амелія Волинська, Марія Здоровцова, Аліса Кулик, Єлизавета Лимар, Ангеліна Овчиннікова і Валерія Тищенко.
В квітні 2025 року на етапі Кубку світу в Сома-Бей (Єгипет) в акробатичній групі здобула золоту нагороду  — Олександра Горецька та Іванна Бурба, Марія Здоровцова, Аліса Кулик, Єлизавета Лимар, Уляна Гринішина, Марія Зачепа, Дар‘я Мошинська та Анастасія Шмоніна.
В червні 2025 року на чемпіонаті Європи  в Фуншалі (Португалія) в групових вправах здобула дві срібні нагороди — Олександра Горецька та Іванна Бурба, Марія Здоровцова, Аліса Кулик, Єлизавета Лимар, Марія та Уляна Гринішини, Марія Зачепа, Дар‘я Мошинська та Анастасія Шмоніна.
В 2025 році Олександра закінчила 21 ліцей міста Києва та отримала свідоцтво про повну загальну середню освіту з відзнакою.